# 夏茸尕布·洛桑丹增确吉坚赞
夏茸尕布·洛桑丹增确吉坚赞（藏語：ལ་མོ་ཞབས་དང་དཀར་པོ་ས་ཕེང་དག་བ་བོ་བཟང་བསན་འཛིན་ཆོས་ཀླ་རལ་མཚན，1992年—）原俗名“央杰本”，藏族，青海省黄南藏族自治州泽库县王加乡东却村人，第九世（不计追认）夏茸尕布活佛。

## 生平
第八世夏茸尕布活佛1991年在尖扎县拉莫德钦寺圆寂。其转世灵童的寻访认定由藏传佛教学者、1998年90岁的原第八世夏茸尕布活佛经师、贵南县塔秀寺活佛拉茂雍增·洛桑克珠嘉措负责，中国佛教协会副会长、塔尔寺活佛阿嘉·洛桑图旦·久美嘉措，中国佛教协会副会长、拉卜楞寺活佛嘉木样·洛桑久美·图丹却吉尼玛等人参与寻访认定。寻访小组通过占卜、秘密寻访、食团问卜等方式，认定央杰本为转世灵童。
1998年1月20日，在青海省塔尔寺举行了第八世夏茸尕布活佛转世灵童认定仪式。经过报青海省人民政府批准，依宗教仪轨及历史惯例寻访认定，青海省黄南藏族自治州泽库县王加乡东却村6岁藏族男童央杰本被认定为转世灵童同年，转世灵童在拉莫德钦寺坐床，正式继任为第九世夏茸尕布活佛。此后，他长年在贵南县塔秀寺学习。 
2004年4月，青海省30名中青年活佛组团到北京、上海、山东参观考察，12岁的第九世夏茸尕布活佛是其中年龄最小的一个。